# 开天节
開天節（韩语：／ Gaecheonjeol），是大韓民國公共節日，於每年10月3日慶祝。它和三一節、制憲節、光復節、韩文日一樣，名列大韓民國五大全民共同慶祝的國慶日。

## 概要
開天節是依據西元13世紀以來檀君神話的記錄，紀念檀君即位而建立檀君朝鮮，並感謝上天的節日。即位的年份各有說法，而以中國傳説中堯帝在位時間為依據推算出的西元前2333年是現今大韓民國的一般認識。也有新民族主義者主張開天節是為了紀念桓雄於西元前2457年在白頭山神檀樹降臨人間。
開天節是後世興起的節日。古代文献並沒有提及檀君的即位時間。原先農曆十月是古代朝鮮供奉新穀、感謝天神的月份，1900年信仰檀君的新宗教大倧教的羅喆（弘巖大宗師）將農曆十月三日設為開天節並慶祝。日韓合併後，檀君成為朝鮮民族的心靈寄託，位於中華民國上海市的大韓民國臨時政府亦在農曆十月三日慶祝開天節。大韓民國成立後的1949年10月1日，《國慶日相關法律》頒佈，開天節從此改為西曆10月3日，名列建國初年確立的國慶日。
在開天節，大韓民國的住宅外和街道上會掛起太極旗。政府會舉行紀念儀式。在首都首爾的社稷壇，還會舉行祭奠儀式、演出、遊街等活動。
朝鲜民主主义人民共和国則每年在檀君陵前举行开天节祭礼。